# وداد لوتاه
وداد ناصر محمد لوتاه (1964-) هي خبيرة إجتماعية إماراتية، وكاتبة وباحثة وأخصائية توعية جنسية.

## حياتها
حاصلة على بكالوريس آداب في كلية الدراسات الإسلامية بجامعة الإمارات، بتقدير ممتاز مع مرتبة الشرف، تدرجت وداد بعدها في عدد من الوظائف؛ إذ عملت في التدريس بوزارة التربية والتعليم حتى عام 1993، وانتقلت إلى قسم الدعوة النسوي بدائرة الأوقاف والشؤون الإسلامية بدبي، وعملت موجهة أسرية في محاكم دبي قسم التوجيه والإصلاح الأسري بين عامي 2001 و2009 وانتقلت أخيرًا مستشارة أسرية في هيئة تنمية المجتمع. وقع عليها الاختيار عام 2013، لتكون ضمن أقوى 100 امرأة عربية.
عملت وداد 7 سنوات في وزارة التربية والتعليم كمدرسة تربية إسلامية، ثم رئيسة لقسم الدعوة النسوي في وزارة الأوقاف والشؤون الإسلامية. وعملت أيضًا مستشارة في المحاكم الأسرية بدبي، وهي ناشطة في قضايا الأسرة والمرأة.

## أعمالها

### سري للغاية
مستندةً إلى عشرات التجارب التي عايشتها، نتيجة خبرتها الطويلة في ميدان المشكلات الأسرية، بحكم عملها لعقود، موجهة ومستشارة، ومرشدة ومعلمة، ومدفوعة بغية توجيه رسالة توعية، والتحذير من الوقوع ضحية لمثل أولئك المشعوذين الذين تزايدت أعدادهم بصورة كبيرة ليس على مستوى الدول العربية فقط، بل على مستوى العالم، وللأسف تنطلي ألاعيبهم وحيلهم على كثيرين؛ قامت وداد بتأليف كتابها الأول «سري للغاية.. المعاشرة الزوجية أصول وآداب».
إن هذا الكتاب يمثل حصيلة تجارب يومية عاشتها وداد في محاكم دبي بعد 9 سنوات من العمل في الإصلاح الأسري.
تقول لوتاه إنها شرحت في أحد فصول الكتاب اللذة الزوجية، مشيرة إلى وجود نساء لم يسمعن من قبل بهذا الأمر نتيجة نظرة الأزواج لهن كـ«وعاء» وأن اللذة حكر عليهم فقط.
وأضافت أن مدرّسة في إمارة دبي، متزوجة منذ عدة سنوات، وعندما قرأت الكتاب اتصلت بها وأخبرتها أنها للمرة الأولى تسمع باللذة الزوجية.
وفي موضوع آخر، أكدت وداد لوتاه تأييدها لتدريس الجنس في المدارس، لافتة إلى أن الغاية ليست عرض الأجهزة التناسلية، وإنما هناك أطفال في المدارس يتعرضون للتحرش من تلاميذ أكبر منهم، والأطفال لا يدركون هذا الأمر.
وقالت إن دول الخليج تعاني منها ظاهرة «البويات» أي النساء المسترجلات، داعية لحل هذه المشكلة. وأشارت أيضاً إلى وجود رجال لا يميلون لزوجاتهم وبعضهم يمارس الشذوذ ويلبس ملابس نسائية. وأضافت: «رأيت القبل والأحضان بين فتاتين جميلتين في مكان بدبي واستدعيت على الفور شرطة الآداب».
واعترفت لوتاه بأنها أثارت غضب الناس بسبب الكتاب، وأن أهلها أيضاً غضبوا منها لكنهم لاحقاً غيروا نظرتهم للأمر، مؤكدة أنها تكشف المستور من أجل علاجه.
وشددت على أنها لا تفتي وإنما تعالج المشاكل، خاصة للشباب المقبلين على الزواج، منتقدة بشدة تربية بعض الآباء، وضربت مثلاً أن أحدهم أخبر ابنه «أنه شبل ابن أسد وعليه أن ينزع غشاء بكارة زوجته من أول ليلة»، لكن هذا الزوج بقي لاحقاً عدة أشهر ولم يتمكن من فعل ذلك بسبب الخوف الذي زرعه فيه والده من هذه المسألة التي «لا تحتاج إلا إلى الأحضان وملامسة الأصابع والدفء الزوجي».

#### أسباب تأليف هذا الكتاب
ترجع وداد الأسباب التي دفعتها إلى إصدار كتابها، إلى تنامي ظاهرة الدجل عموما، وتأثيراتها السلبية في الفرد والمجتمع، بل واجتذاب الشعوذة لجمهور جديد من الشباب والفتيات.
وتروي إحدى القصص قائلة: «اتصلت بي شابة في الرابعة والعشرين من عمرها، تشكو من ضيقها بحياتها، فسألتها عن سبب ذلك، فأخبرتني أنها تعمل وسيطة بين مشعوذين وزبائن، ووجدت (رزقة) تكذب على الناس بها، إذ تجمع الأموال من أناس في الإمارات، ثم تطير إلى إحدى الدول، صانعة لهم ما يطلق عليه (وصل المحبة)، فقلت لها إن ذلك هو سبب تعبك في الحياة، إذ انك تكذبين على الناس وتقومين بخداعهم، وتسعين للحرام بقدميك وتجلبين الأذى لآخرين، وعليك أن تقلعي عن ذلك، وبالفعل استجابت، وردت بعض الأموال التي كانت جمعتها إلى أصحابها، وكانت نحو 40 ألف درهم»، مشيرة إلى ان لديها الكثير من مثل تلك القصص، نتيجة انتشار المشعوذين والدجالين، وكذلك المعالجين والرقاة عير المؤتمنين «ممن يستغلون أزمات نساء، لاسيما فتيات يتعلقن بقشة للخروج من أزمات نفسية يقعن فيها لسبب أو لآخر، ولكم شكت لي شابات تعرضهن للتحرش من قبل أولئك الأدعياء الذين يسيئون إلى غيرهم من الرقاة الأمناء».
وحول عنوان الكتاب، ولماذا اختارت صاحبته ذلك الشكل الرمزي بدلاً من التصريح الواضح، تقول وداد لوتاه: «أفضل ان يكون بيني وبين القارئ شيء ما جاذب، والعنوان يجب أن يحرض على القراءة لا أن يزهد فيها، واخترت تلك الحروف الأربعة كي يستشعر المتلقي أنه ليس أمام كتاب نمطي، كغيره من المؤلفات التي تناولت ما تطرقت إليه من موضوعات العين والسحر والزار وغيرها، وأعتقد ان ذلك لقي صدى طيباً لدى البعض، وحاولت ان أنوّع حتى في شكل العنوان وألوانه، فكثيرون صاروا بصيرين، تشدهم الألوان، والمربعات، وتلفت انتباههم».
مشيرة إلى انها تضع الجيل الجديد دوماً نصب عينيها خلال إعداد كتبها، وتحاول أن تقترب برسائلها التوعوية إلى شباب اليوم، ممن يفضلون «السندوتشات المعرفية السريعة»، وليسوا بحاجة إلى المجلدات والشروحات المطولة، فكثيرون لم يعودوا يتحملون ذلك، على حد تعبيرها.
وتستند لوتاه التي حصلت على شهادة في الدراسات الإسلامية في كتابها لما ينصه القرآن والشريعة الإسلامية من أحكام وتوجيهات في العلاقة الزوجية: «الديانات السماوية منها وغير السماوية تتحدث عن أسس العلاقة الحميمة بين الزوج والزوجة. فمن الطبيعي أن نستند للشريعة في هذه الأمور، إلى جانب المتخصصين في علم النفس والمساعدين الاجتماعيين».
وعن الهدف من ترجمة كتابها للإنجليزية تقول:«مهمتي من هذا الكتاب ومن ترجمته للإنجليزية بالأخص هو أن أبين للمجتمع الغربي وأي مجتمع آخر بأن الدين الإسلامي فيه أسس سليمة للثقافة الجنسية، وليس فقط الثقافة الغربية. ولهذا كتبت بالتفصيل عن الأمور التي يعتقد الناس بأنها حرام في الدين الإسلامي بينما هي في الواقع محللة ومسموح بها. ولا من محرمات في الدين الإسلامي إلا منطقة واحدة وهي منطقة الدُبر».

#### مبدأ
شعار وداد لوتاه في كتابيها «لست أنتظر تأييداً، ولا أخشى تنديداً»، وكذلك في عملها الذي يدفعها لمواجهة موضوعات حساسة وأسرار عائلية، ففي العام 2012 وحده تعاملت مع نحو 500 حالة أسرية، وآخر السعادات الكبرى التي حصلت عليها أخيراً، حينما وفقت في الإصلاح بين زوجين كبيرين في السن طال بينهما الخلاف لأكثر من أربع سنوات، كما ذكرت الكاتبة التي تقول إن «ليلي ونهاري مخصصان للمشكلات الأسرية، وندخل أحيانا بيوتا كي نذلل مشكلة ما، إذ نمتلك إسعافاً أسريا لمن لا يستطيعون القدوم الينا في هيئة تنمية المجتمع، وهاتفي دائماً مشغول حتى وأنا بعيدة عن أوقات العمل الرسمية»، منتقدة تحويل البعض الاستشارات الأسرية إلى تجارة، مضيفة «إحدى النساء اتصلت بي، وظلت تحدثني عن مشكلتها لنحو ساعة ونصف، وقبل انهاء الحوار، سألتني (وين ادفعلك الفلوس، فقلت لها أي فلوس يا حبيبتي، فردت حق المكالمة الهاتفية والاستشارة، ففلانة وفلان وفلان ياخدون ثمن الاستشارات عندما نكلمهم، وأول شيء نصنعه عندما نستشيرهم نعطيهم رقم الحساب)، ففوجئت بالارقام والمبالغ الكبيرة التي قالتها المرأة، وكيف يدفع البعض ثمناً باهظا لمكالمة هاتفية، أو حتى استشارة عبر البريد الالكتروني».
فيما تؤكد وداد لوتاه ان الأجر الحقيقي الذي تحصل عليه هي شخصياً، هو شعورها بالرضا والسعادة حينما تسهم في حل مشكلة ما بين زوجين، أو تساعد أطفالاً على الشعور بالأمان بين والدين هانئين بحياتهما.

### نقد لاذع وتهديد بالقتل
تعرضت لوتاه بعد أن حقق كتابها «سري للغاية» نجاحًا منقطع النظير في العالم العربي، إلى حملة واسعة من الانتقادات، طالتها شخصياً، من خلال عشرات المواقع والمنتديات الإلكترونية التي عارضت دعوات سابقة لها بنشر الثقافة الجنسية بين طلاب وطالبات المدارس.
من جانبها قالت لوتاه إن «الحملة التي استهدفت الكتاب تكشف أن الذين يخوضونها لم يقرأوه أصلاً، ولم يكلفوا أنفسهم عناء تصفحه، وإلا لاكتشفوا بسهولة أنه لم يخرج أبداً عن القرآن الكريم»، مشيرة إلى أنها استشارت قبل طباعته علماء دين، واستجابت لنصائح بعضهم في إلغاء بعض الفصول المتعلقة بممارسة الجنس أثناء فترة الحمل.
ومن جهة أخرى، تلقت وداد تهديدات بالقتل من رجال غاضبين على ما تضمّنه كتابها. أكدت لوتاه أن «التهديد بالقتل الذي وصلها من خلال اتصالات هاتفية كان من رجال اعتبروا الكتاب تحريضاً لزوجاتهم، ولكن ذلك لم يخفها ويثنيها عن مواصلة عملها وممارسة حياتها بشكل طبيعي»، معتبرة أنها «هدفت من خلال الكتاب إلى توعية الزوجة بحقوقها من زوجها والاستمتاع بممارسة الجنس معه للوصول إلى السعادة والاستقرار»، متسائلة: «هل أخطأت في ذلك؟».

## مقولات
- تقول وداد عن الرجال: «إن أغلبهم يتخلون عن مسؤولياتهم الأسرية، ويغيبون عن منازلهم جسداً وروحاً، وتراهم يفضلون السهر طوال الليل مع أصدقائهم، أو ينجرفون في علاقات مع نساء مزيفات الشكل وغريبات اللسان».
- تقول وداد عن عمل المرأة: «خروجها إلى العمل هو الذي دمر الكثير من البيوت، وأتمنى أن تكون هناك حملة تعيد المرأة إلى بيتها، وتذكرها بدورها الرئيس والهام، وارتفاع نسبة الانحراف بين الأحداث وزيادة حجم السرقات، وأسلحة بيضاء في حقائب الطلبة، عنف.. وجرائم.. إن إعادة الشباب إلى الطريق الصائب، لا يكون إلا بعودة النساء إلى بيوتهن».
- تقول عن حق الأبناء: «الاستماع ومتابعة أبنائهم؛ لأن الوضع أصبح بالغ الخطورة، والاعتماد على الخدم أدى إلى حدوث كوارث، منها: قصة طفلة في الثالثة من العمر كانت تتعرض لتحرش جنسي من الخادمة وصل حد النزيف. لدينا حالات حمل من أشقاء، وتحرش، نريد أن تأخذ المرأة حقها من الرجل، وأن يكونوا منصفين، حنونين على نصفهم الآخر».